# 3e Satellite Awards
De uitreiking van de 3e Satellite Awards, waarbij prijzen werden uitgereikt in verschillende categorieën voor film en televisie uit het jaar 1998, vond plaats in Los Angeles op 17 februari 1999.

## Film

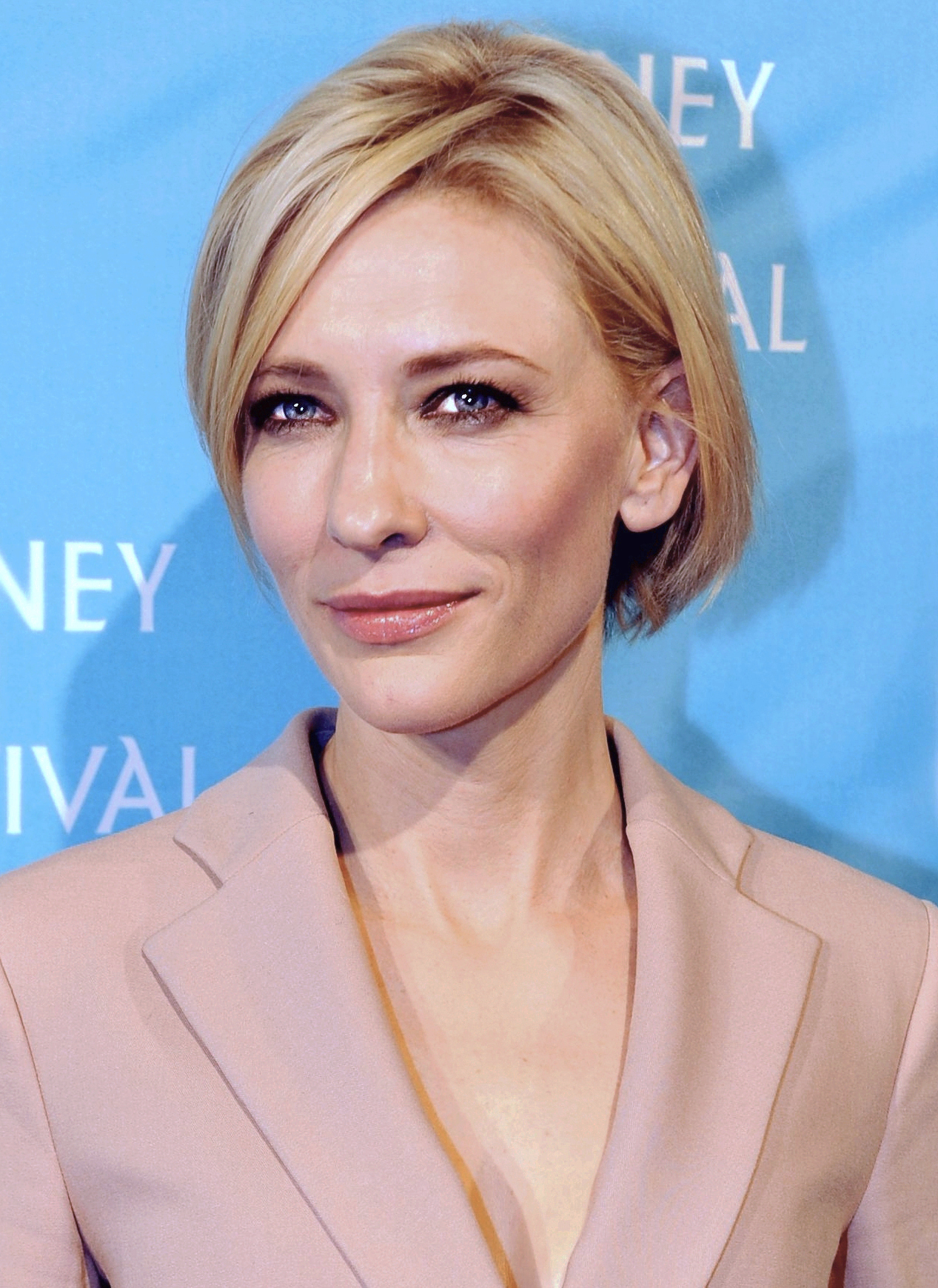
Cate Blanchett (Elizabeth), winnaar beste actrice in een dramafilm

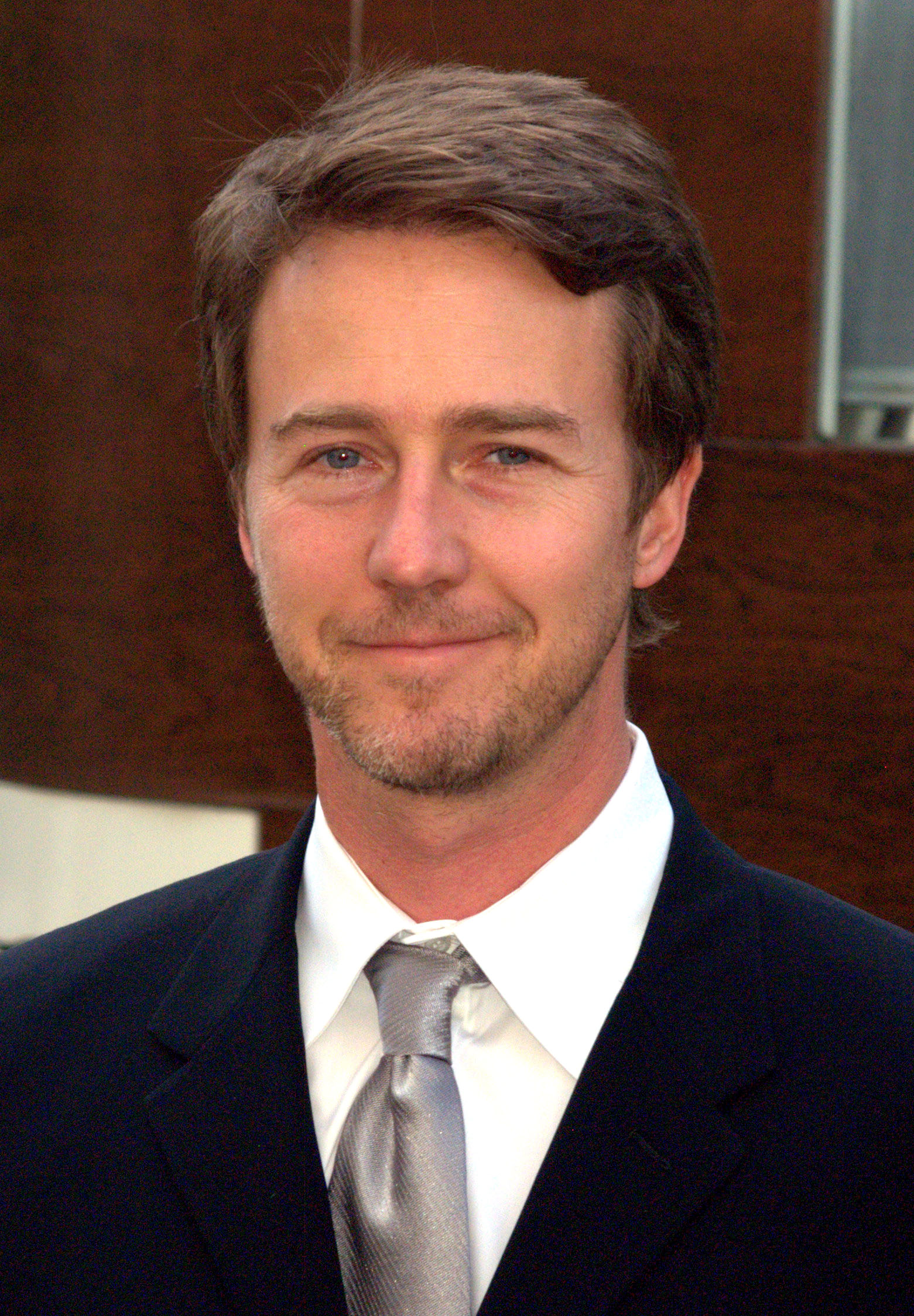
Edward Norton (American History X), winnaar beste acteur in een dramafilm

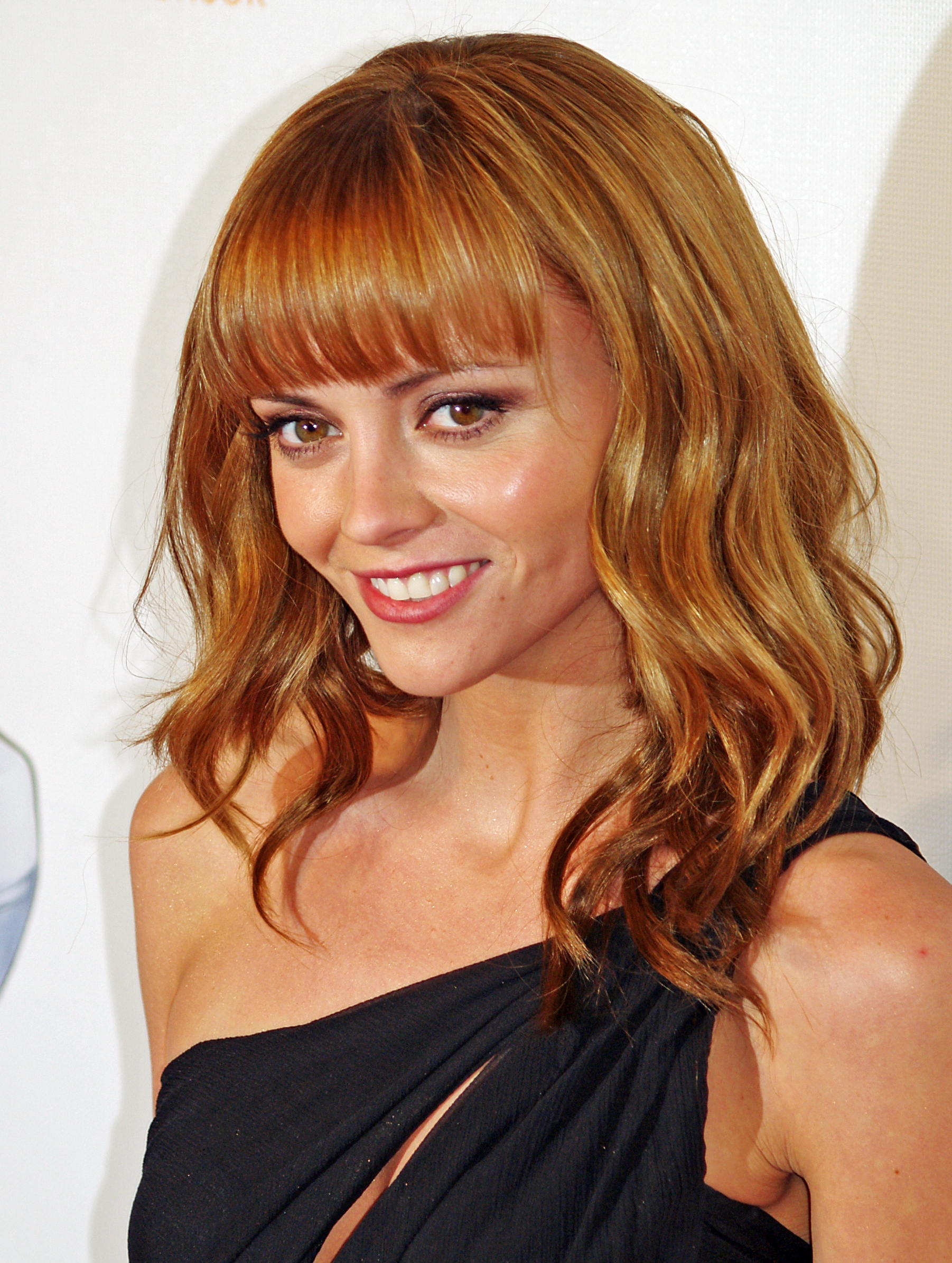
Christina Ricci (The Opposite of Sex), winnaar beste actrice in een komische of muzikale film

### Beste dramafilm
- The Thin Red Line
  - Elizabeth
  - The General
  - Gods and Monsters
  - Saving Private Ryan

### Beste komische of muzikale film
- Shakespeare in Love
  - Little Voice
  - Pleasantville
  - Waking Ned
  - You've Got Mail

### Beste actrice in een dramafilm
- Cate Blanchett - Elizabeth
  - Helena Bonham Carter - The Theory of Flight
  - Fernanda Montenegro - Central do Brasil
  - Susan Sarandon - Stepmom
  - Meryl Streep - One True Thing
  - Emily Watson - Hilary and Jackie

### Beste acteur in een dramafilm
- Edward Norton - American History X
  - Stephen Fry - Wilde
  - Brendan Gleeson - The General
  - Derek Jacobi - Love Is the Devil: Study for a Portrait of Francis Bacon
  - Nick Nolte - Affliction
  - Ian McKellen - Gods and Monsters

### Beste actrice in een komische of muzikale film
- Christina Ricci - The Opposite of Sex
  - Jane Horrocks - Little Voice
  - Holly Hunter - Living Out Loud
  - Gwyneth Paltrow - Shakespeare in Love
  - Meg Ryan - You've Got Mail

### Beste acteur in een komische of muzikale film
- Ian Bannen - Waking Ned
  - Warren Beatty - Bulworth
  - Jeff Bridges - The Big Lebowski
  - Michael Caine - Little Voice
  - David Kelly - Waking Ned
  - Robin Williams - Patch Adams

### Beste actrice in een bijrol in een dramafilm
- Kimberly Elise - Beloved
  - Kathy Burke - Dancing at Lughnasa
  - Beverly D'Angelo - American History X
  - Thandie Newton - Beloved
  - Lynn Redgrave - Gods and Monsters

### Beste acteur in een bijrol in een dramafilm
- Donald Sutherland - Without Limits
  - Robert Duvall - A Civil Action
  - Jason Patric - Your Friends & Neighbors
  - Tom Sizemore - Saving Private Ryan
  - Billy Bob Thornton - A Simple Plan

### Beste actrice in een bijrol in een komische of muzikale film
- Joan Allen - Pleasantville
  - Kathy Bates - Primary Colors
  - Brenda Blethyn - Little Voice
  - Julianne Moore - The Big Lebowski
  - Joan Plowright - Dance with Me

### Beste acteur in een bijrol in een komische of muzikale film
- Bill Murray - Rushmore
  - Jeff Daniels - Pleasantville
  - John Goodman - The Big Lebowski
  - Bill Nighy - Still Crazy
  - Geoffrey Rush - Shakespeare in Love

### Beste niet-Engelstalige film
- Central do Brasil (Brazilië)
  - Festen (Denemarken)
  - La vita è bella (Italië)
  - Bare skyer beveger stjernene (Noorwegen)
  - La séparation (Frankrijk)

### Beste geanimeerde of mixed media film
- A Bug's Life
  - Antz
  - Mulan
  - The Prince of Egypt
  - The Rugrats Movie

### Beste documentaire
- Ayn Rand: A Sense of Life
  - The Cruise
  - The Farm: Angola, USA
  - Kurt & Courtney
  - Public Housing

### Beste regisseur
- Terrence Malick - The Thin Red Line
  - John Boorman - The General
  - Shekhar Kapur - Elizabeth
  - Gary Ross - Pleasantville
  - Steven Spielberg - Saving Private Ryan

### Beste originele script
- Pleasantville - Gary Ross
  - American History X - David McKenna
  - Central do Brasil - Marcos Bernstein & João Emanuel Carneiro
  - Saving Private Ryan - Robert Rodat
  - Shakespeare in Love - Marc Norman & Tom Stoppard

### Beste bewerkte script
- Gods and Monsters - Bill Condon
  - Beloved - Adam Brooks, Akosua Busia & Richard LaGravenese
  - Hilary and Jackie - Frank Cottrell Boyce
  - Little Voice - Mark Herman
  - The Thin Red Line - Terrence Malick

### Beste filmsong
- "I Don't Want to Miss a Thing" - Aerosmith - Armageddon
  - "Anyone at All" - You've Got Mail
  - "The Flame Still Burns" - Still Crazy
  - "That'll Do" - Babe: Pig in the City
  - "When You Believe" - The Prince of Egypt

### Beste cinematografie
- The Thin Red Line - John Toll
  - Beloved
  - Pleasantville
  - Saving Private Ryan
  - Shakespeare in Love

### Beste visuele effecten
- What Dreams May Come - Ellen Somers
  - Armageddon
  - Babe: Pig in the City
  - Saving Private Ryan
  - Star Trek: Insurrection

### Beste montage
- Saving Private Ryan - Michael Kahn
  - Beloved
  - Pleasantville
  - Shakespeare in Love
  - The Thin Red Line

### Beste soundtrack
- "The Thin Red Line" - Hans Zimmer
  - "Beloved" - Rachel Portman
  - "City of Angels" - Gabriel Yared
  - "Pleasantville" - Randy Newman
  - "Saving Private Ryan" - John Williams

### Beste Art Direction
- The Truman Show - Dennis Gassner
  - Beloved
  - Elizabeth
  - Pleasantville
  - Shakespeare in Love

### Beste kostuums
- Elizabeth - Alexandra Byrne
  - Beloved
  - Ever After
  - Pleasantville
  - Shakespeare in Love

## Televisie

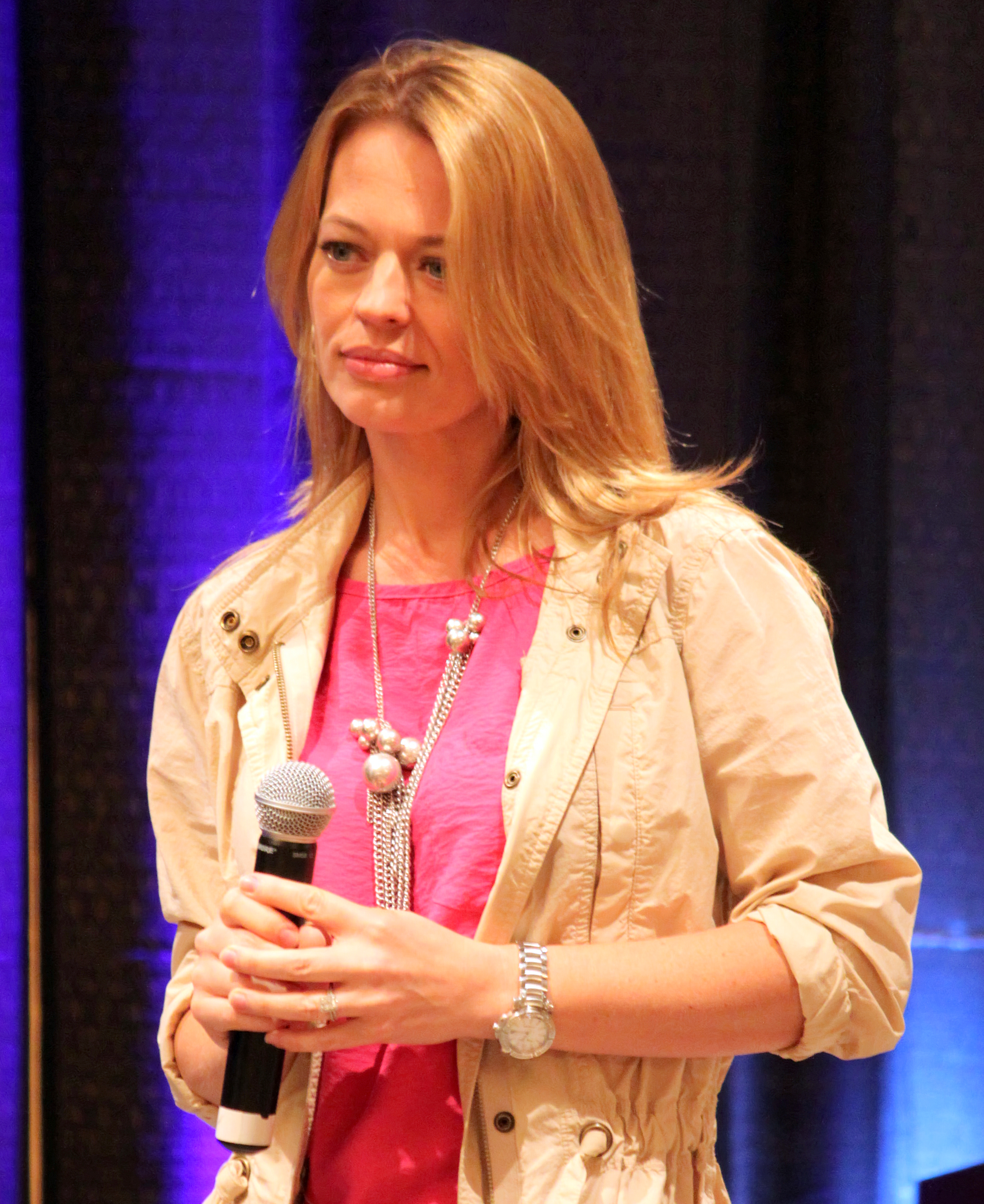
Jeri Ryan (Star Trek: Voyager), winnaar beste actrice in een dramaserie

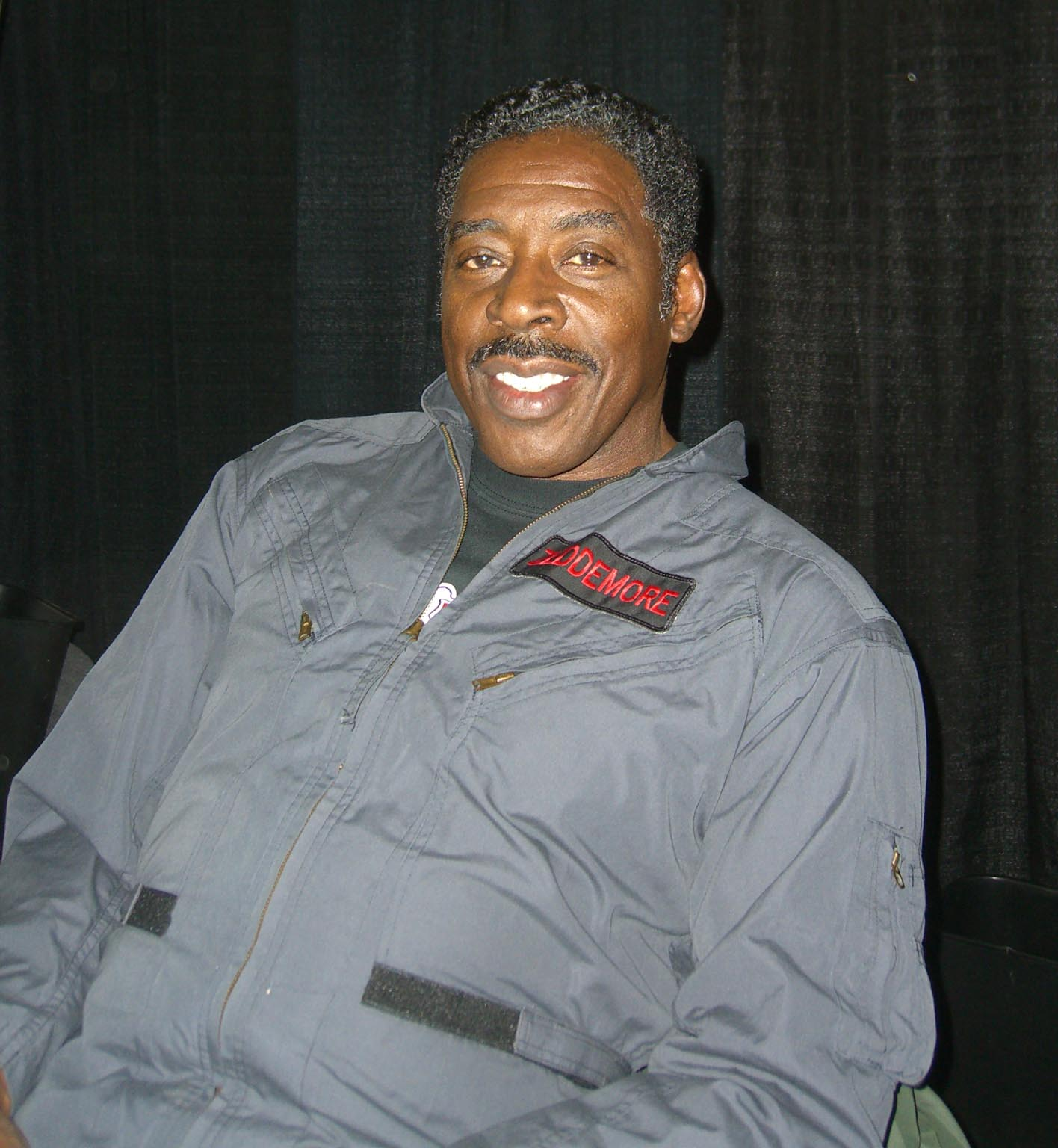
Ernie Hudson (Oz), winnaar beste acteur in een dramaserie

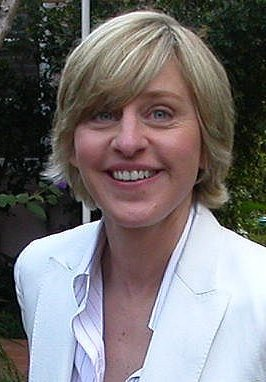
Ellen DeGeneres (Ellen), winnaar beste actrice in een komische of muzikale serie

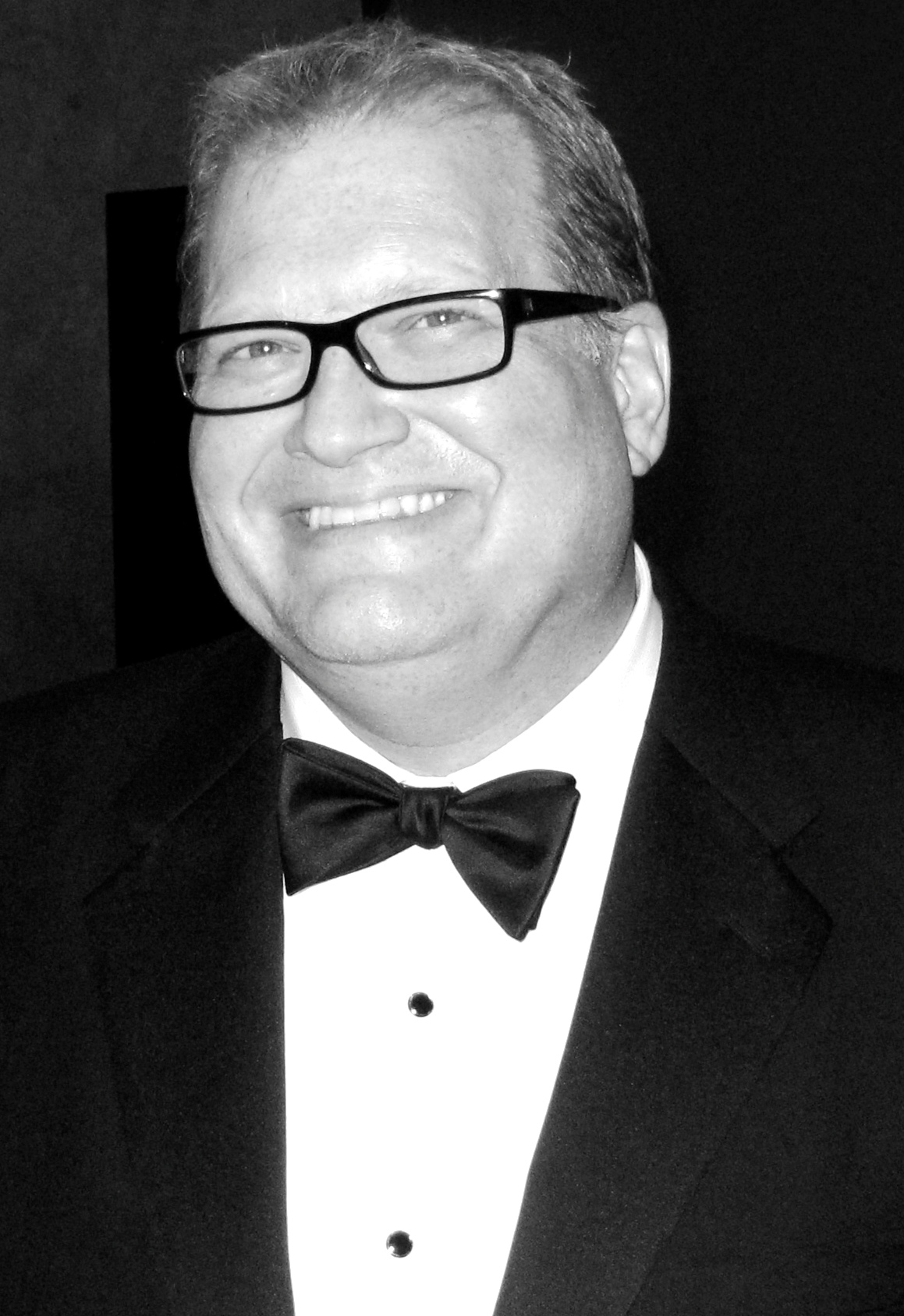
Drew Carey (The Drew Carey Show), winnaar beste acteur in een komische of muzikale serie

### Beste dramaserie
- Oz
  - ER
  - NYPD Blue
  - The Pretender
  - The X-Files

### Beste komische of muzikale serie
- Ellen
  - 3rd Rock from the Sun
  - Frasier
  - Mad About You
  - Suddenly Susan

### Beste miniserie of televisiefilm
- From the Earth to the Moon
  - A Bright Shining Lie
  - Gia
  - More Tales of the City
  - Thanks of a Grateful Nation

### Beste actrice in een dramaserie
- Jeri Ryan - Star Trek: Voyager
  - Gillian Anderson - The X-Files
  - Sharon Lawrence - NYPD Blue
  - Rita Moreno - Oz
  - Andrea Parker - The Pretender

### Beste acteur in een dramaserie
- Ernie Hudson - Oz
  - George Clooney - ER
  - Dylan McDermott - The Practice
  - Jimmy Smits - NYPD Blue
  - Michael T. Weiss - The Pretender

### Beste actrice in een komische of muzikale serie
- Ellen DeGeneres - Ellen
  - Calista Flockhart - Ally McBeal
  - Helen Hunt - Mad About You
  - Phylicia Rashad - Cosby
  - Brooke Shields - Suddenly Susan

### Beste acteur in een komische of muzikale serie
- Drew Carey - The Drew Carey Show
  - Michael J. Fox - Spin City
  - Kelsey Grammer - Frasier
  - John Lithgow - 3rd Rock from the Sun
  - Paul Reiser - Mad About You

### Beste actrice in een televisiefilm of miniserie
- Angelina Jolie - Gia
  - Olympia Dukakis - More Tales of the City
  - Mia Farrow - Miracle at Midnight
  - Barbara Hershey - The Staircase
  - Jennifer Jason Leigh - Thanks of a Grateful Nation

### Beste acteur in een televisiefilm of miniserie
- Delroy Lindo - Glory & Honor
  - Cary Elwes - The Pentagon Wars
  - Laurence Fishburne - Always Outnumbered
  - Kevin Pollak - From the Earth to the Moon
  - Patrick Stewart - Moby Dick

### Beste actrice in een bijrol in een televisiefilm of miniserie
- Rita Wilson - From the Earth to the Moon
  - Jackie Burroughs - More Tales of the City
  - Faye Dunaway - Gia
  - Shirley Knight - The Wedding
  - Amy Madigan - A Bright Shining Lie

### Beste acteur in een bijrol in een televisiefilm of miniserie
- David Clennon - From the Earth to the Moon
  - Brian Dennehy - Thanks of a Grateful Nation
  - Lance Henriksen - The Day Lincoln Was Shot
  - Martin Short - Merlin
  - Daniel Williams - Always Outnumbered